# Un partigiano dell'Osoppo al confine orientale
(Primo Cresta, pagina 34)
Un partigiano dell'Osoppo al confine orientale è, come dice l'autore “un libro di testimonianza di un partigiano entrato nella lotta - come molti altri del resto- senza una specifica preparazione”; un partigiano che militò nelle brigate Osoppo. Cresta fu giovane comandante di una delle compagnie del battaglione “Julio” – 1ª brigata - 3ª divisione “Osoppo - Friuli” .
Il libro è stato scritto nel 1968 come risposta al libro di testimonianza di Giovanni Padoan “Vanni”, comunista, commissario politico della Divisione Garibaldi Natisone, Abbiamo lottato insieme - Partigiani italiani e sloveni al confine orientaleDel Bianco Editore.
Il libro di Cresta si divide in quattro parti:

## Premessa
Il libro è stato premiato dalla Regione Friuli-Venezia Giulia in un concorso bandito per celebrare il XX anniversario della Resistenza.
La premessa, scritta dall'Istituto regionale per la storia del movimento di Liberazione del Friuli e Venezia Giulia, inquadra l'opera di Cresta nel complesso e delicato scenario politico, sociale, etnico che fu la resistenza nel Friuli e nella Venezia Giulia contigua al forte movimento partigiano sloveno e alle loro rivendicazioni territoriali.

## Presentazione
Secondo Cesare Devetag, nel libro di Cresta si trova un uomo “che ama il proprio simile al di fuori e al di sopra di ogni e qualsiasi spirito di parte. Lo ama anche quando lo combatte per difendere l'unico bene per il quale si può anche morire, il bene della libertà”(pg.31)

## Parte I-“Nasce la resistenza"
“Nasce la resistenza" – "la guerra si fa anche come si può non solo come si deve”, questo è il titolo che raggruppa 6 capitoli. Descrive la cronologia degli eventi avvenuti dall'8 settembre 1943 alla fine di aprile 1945 nella cosiddetta “zona di libera di Attimis e Faedis e la liberazione di Udine.

### Contenuto
La descrizione dell'evolversi degli avvenimenti di quegli straordinari e tragici 20 mesi che sconvolsero non solo le popolazioni del confine orientale e la sua amata città di Gorizia è fatta con rigore e, per alcuni aspetti personali, anche con autoironia paragonabile per certi versi al libro dei I piccoli maestri di Luigi Meneghello.
Anche quando Cresta contesta e contestualizza all'ex commissario delle Brigate Garibaldi Padoan alcune situazioni o giudizi non si erge mai ideologicamente alla sola difesa della sua organizzazione, la Brigata Osoppo. Le obiezioni e le contestazioni che Cresta rileva nel libro hanno la forza della sua costante presenza di testimone attivo fin dal settembre del 1943, per tutto il periodo bellico e nei due anni successivi 1945 e 1946.
Cresta riconosce che il movimento partigiano del Friuli-Venezia Giulia deve essere grato ai militanti del Partito Comunista Italiano perché, in modo particolare nella fase iniziale, furono in grado di prendere in mano la situazione ed organizzare, subito dopo l'8 settembre 1943, le prime strutture militari armate con gli sbandati delle forze armate e gli antifascisti. Come esempio cita la straordinaria figura di Giacinto Calligaris “Enrico”, perseguitato e condannato dai tribunali fascisti e comandante del Battaglione Garibaldi “Friuli” (uno dei primi nuclei della resistenza Italiana) al quale lui si arruolò. Cresta ritiene (pg. 34-35) che se Calligaris non fosse morto nell'inverno del 1943/44 il movimento comunista avrebbe avuto una guida all'altezza del difficile compito in quella complessa zona multietnica di confine.
Riconosciuti i meriti degli antifascisti comunisti del fronte Orientale, dopo aver dato merito a tutti di altruismo, coraggio e spirito di sacrificio (a Padoan in primis), contesta loro perché tesero a indirizzare ed interpretare la lotta partigiana sul piano rivoluzionario. Contesta a Padoan che il suo riconoscere (nel suo libro scritto nel 1965) diversi errori di conduzione politica e militare (come il passaggio di tutta la Divisione Garibaldi "Natisone" alle dipendenze operative del IX Korpus sloveno) sottovaluta o trascura gli errori politici commessi dai dirigenti nazionali del PCI di Togliatti. Secondo lui il PCI friulano e nazionale fu responsabile di errori e di gravi ambiguità rispetto alla situazione complessa e contraddittoria che i dirigenti tennero con il Partito Comunista di Slovenia e con le altre componenti della resistenza locale.
Gli preme evidenziare che la resistenza delle Brigate Garibaldi “non fu la sola componente del movimento”; e che le “sue aspirazioni inevitabilmente cozzarono contro le posizioni ideologiche e nazionali delle altre forze partigiane costituenti in Italia il 60% del movimento di liberazione” (pg 35).

### La solidarietà della popolazione
È significativo questo passo per capire in che rapporto era la popolazione con i partigiani che ruotavano attorno ai paese di Racchiuso e di Porzus alla fine del 1943.
(pagina 60)

### Le scelte dei giovani
Cresta racconta delle prime rudimentali lezioni politiche che ricevevano i giovani volontari partigiani dai capi più anziani. Lui ricorda Fermo Solari che parlava loro di "una nuova società, democratica e giusta, in cui tutti avrebbero avuto il posto" e le discussioni che facevano. I giovani di allora, come lui classe 1922, cresciuti ed educati solo dal fascismo:
(pag. 51)

### Polemica: la Osoppo c'era a Povoletto!
Dopo aver descritto l'attacco del 5 settembre 1944 avvenuto a Povoletto contro tedeschi, fascisti e carabinieri, che vide una attiva presenza delle formazioni Osoppo Cresta coglie l'occasione di polemizzare con Giovanni Padoan "Vanni" per le sue memorie e posizioni. Significativo è il seguente passo perché racchiude molti aspetti delle polemiche intercorse tra Brigate Garibaldi e Brigate Osoppo.
(pag. 89-90)

## Parte II- “La lotta per Gorizia continua”
“La lotta per Gorizia continua”, descrive su tre capitoli, l'evoluzione dello scontro politico che si svolse nella sua città sotto l'amministrazione Anglo-americana in attesa della definizione dei confini nazionali. Dall'organizzazione,  clandestina, nell'estate del 1945, di un battaglione di giovani ”per rincuorare la cittadinanza sbandata e impaurita” (pg 134) alla scelta democratica di operare “in campo aperto con pubbliche organizzazioni ufficialmente riconosciute”. Cresta racconta come si attivò nella  "Associazione Giovanile Italiana"  e come fondò la più importante "Associazione Partigiani Italiani (API)" , riconosciuta dall'ANPI (allora unitario) del comandante comunista Bulow, Arrigo Boldrini. Associazione alternativa alla già esistente  "Associazione Partigiani Giuliani"  perché era più acconsenziente agli interessi territoriali sloveni.
Il ruolo di Cresta nell'API e nel CLN fu determinante a Gorizia nell'azione di pressione pubblica e democratica per la sensibilizzazione nazionale del problema dell'appartenenza all'Italia della città da parte degli abitanti italiani. Vengono descritte alcune delle manifestazioni di piazza pro e contro le scelte di confine che si prospettavano al trattato di Parigi fino alle notizie che arrivarono dagli Alleati (10 ottobre 1946) che confermavano che Gorizia vecchia restava italiana, in particolare: la imponente e pacifica manifestazione filo italiana del 28 marzo 1946 e la “cruenta celebrazione del 9 agosto 1946” , 30º anniversario della presa di Gorizia da parte delle truppe italiane nella prima guerra mondiale, con lanci di bombe a mano dei filo sloveni e feriti tra la folla italiana.

## Canti
Di seguito due brani delle canzoni delle due formazioni che evidenziano la loro distanza ideologica.

### "La guardia rossa"
Le brigate Garibaldi cantavano la “Guardia rossa”:
Ecco s'avanza uno strano soldato

vien dall'oriente non monta destrier

la man callosa ed il volto abbronzato

è il più glorioso di tutti i guerrier,

non ha pennacchi o galoni dorati

ma sul berretto e scolpito nel cuor

porta la falce ed il martello incrociati

son l'emblema del lavor, viva il lavor!
È la guardia rossa

che marcia alla riscossa

e scuote nella fossa

la schiava Umanità

(...)

### "Noi siam brigata Osoppo"
Le brigate Osoppo cantavano:
Noi siam brigata Osoppo,

sempre combatteremo,

vincendo ogni intoppo

per la nostra libertà.

Non piangere mio tesor

noi combattiamo per l'Italia e per l'onor

e scacceremo tutti gli invasori

ed insieme a loro anche i traditor.

(...)

## Altri personaggi
- Giovanni Padoan, "Vanni", comandante della Divisione Garibaldi Natisone;
- Francesco De Gregori (partigiano), "Bolla", ucciso nell'Eccidio di Porzûs;
- Giacinto Calligaris, “Enrico”, comandante della prima Brigata garibaldi "Friuli";
- Fermo Solari, futuro senatore;
- Luciano Comessatti;
- Manlio Cencig, comandante della Brigata Osoppo
- Ferruccio Fontanini,
- Mario Fantini, "Sasso", comandante della Divisione unitaria  “Garibaldi - Osoppo” ;
- Candido Grassi “Verdi” (Udine 1910-1969), pittore, insegnante, comandante della Osoppo-Friuli (fondatore del Centro Friulano arti plastiche)
- Alfredo Berzanti "Paolo", futuro primo presidente della Regione Friuli-Venezia Giulia;
- Aldo Zamorani, Medaglia d'Oro al Valor Militare;
- Romano Zoffo, Medaglia d'Argento al Valor Militare

## Edizioni
- Primo Cresta, Un partigiano dell'Osoppo al confine orientale, Del Bianco Editore, 1969.